# لطایف سته
لطایف ششگانه یا (عربی: اللطائف الستة) به معنی «شش مرکز لطیف» یا شش ارگان روحی-روانی هستند. تصور می‌شود که این مراکز خاص قسمتهایی متناظر با غدد و اندام در بدن فیزیکی را شامل می‌شوند. صوفیان در بیان نفس، قلب، سِرّ، روح، خفی و اخفٰی بعنوان شش لطیفه از قرآن بهره بردند.
در میان صوفیان توسعه معنوی شامل بیداری مراکز خفتهٔ ادراک در هر فرد است. کمک یک راهنمای مجرب لازم است تا این مراکز به صورت منظم فعال شوند. هر مرکز در ارتباط با یک رنگ خاص و یک قسمت از بدن است و غالباً تحت نظارت یک پیامبر معظم بیدار می‌شود. فعال شدن همه این «مراکز» بخشی از سیر و سلوک اهل تصوف است. پاک شدن از غرایز که تزکیه نفس نام دارد گام ابتدایی است؛ با پرداختن به جلای دل رهرو به تزکیه قلب دست میابد اما عشق حاصل تبدیل شدن دل صوفی به مامن محبت الهی است؛ روشن شدگی با کلمه تجلی الروح شناخته می‌شود و نتیجه خالی شدن از منیات تجلی سِّر خواهد بود؛ در نهایت با تکرار اسامی خدا یا (ذکر) و به یاد آوردن صفات الهی درویش نهایتاً به آخرین مراحل تکاملی این تبتل می‌رسد: خفی و اخفی.

## نفس
برخی این لطیفه را کمی پایین‌تر از ناف و دارای نور زرد رنگ معرفی می‌کنند و دیگران چون نجم الدین رازی آنرا بین دو ابرو و با نور آبی توصیف می‌کنند.

## قلب
به گفته برخی این لطیفه در سمت چپ قفسه سینه واقع شده و به رنگ زرد است اما برنگ قرمز هم دیده می‌شود. در آن لطیفه انسان شاهد اعمال و کردارش خواهد بود.
فردی که قلب او بیدار شده از دانش قلمرو جن برخوردار می‌شود.

## روح
این لطیفه در سمت راست قفسه سینه واقع است و با نور سرخ یا سبز شناخته می‌شود. پس از فعال شدن آن انسان با عالم اعراف آشنا می‌شود. (جایی که انسان پس از مرگ بلافاصله در آنجا ساکن می‌شود).

## سِرّ
این لطیفه در شبکه خورشیدی در اطراف ناف است و با رنگ سفید مرتبط است. به امر خدا فرد اسرار الهی را همان‌طور که در لوح محفوظ ثیت شده دریافت می‌کند. پس از این فعالسازی، انسان از عالم مثال مطلع می‌شود (قلمرو رمزآلود و مجازی تمثیل- بازتابی از خرد لوح محفوظ) این مرکز با آگاهی مرتبط است.
روش مراقبه برای بیداری این مرکز با تمرکز روی آن همراه با ذکر یا حی یا قیوم همراه است. با ایجادحالت تجرد از جسم یا جدایی روح از بدنِ فیزیکی توسط این «مراقبه ماورایی» می‌توان به قلمرو اسرار سفر کرد.

## خفی
گفته‌اند که در میانه پیشانی (بین دو چشم یا در همان موقعیت چشم سوم) قرار دارد و به رنگ سیاه است، یا به نظر دیگران آبی. این همان کتاب مرقوم است که در سوره مطففین و اسرا از آن نام برده شده.
برخی نیز اعتقاد دارند که در مرکز قفسه سینه کمی مایل به راست واقع است. مراقبه با نام یا واحد انجام می‌شود. نور سبز رنگ سالک را تا رسیدن به عالم وحدت همراهی می‌کند.
اصطلاح خفی به معنی مرموز، محرمانه یا نهفته است. نشان واصلین به این درجه دریافت الهام و شهود است.

## اخفی
اصطلاح اخفی به معنی محرمانه‌ترین، عمیقاً مرموز یا غامض، بی تعریف و گمنام است. محل آن در عمق مغز یا در مرکز و بالای سر. رنگ این مرکز با توجه به نظر برخی سبز است به اعتقاد دیگران بنفش. این نقطه وحدت است که توسط آن به هر انسانی فیض یا تجلیات (مکاشفات مبارک و سعادت آمیز) مستقیماً از جانب خداوند جاری می‌گردد. گاه اینها شامل اطلاعاتی در مورد دانش پنهان کائنات است. با ورود به این مرحله انسان وارد سیستم جهان و قوانین حاکم بر کیهان می‌شود. این مرکز در ارتباط با ادراک بی واسطه یا علم لدنی است.
بعضی متصوفه قائل به مکانی دیگر برای این لطیفه هستند در مرکز قفسه سینه که با تأمل در اسم الهی یا احد بیدار می‌شود. نورش بنفش است و پس از این حجاب، سالک به عرصه وحدت گام خواهد نهاد که بعد از آن سریر لاهوتی پروردگار برپاست.
آخرین مرکز یا لطیفه تنها در دسترس کسانی خواهد بود که به رشد و اعتلای دیگران کمک کرده‌اند و البته صاحبان حکمت و خرد." (نگاه کنید به "صوفیان" توسط Idries شاه).